# Leniec alpejski
Leniec alpejski (Thesium alpinum L.) – gatunek rośliny należący do rodziny sandałowcowatych (Santalaceae). Występuje na Kaukazie i w górach Europy. W Polsce w Karpatach i Sudetach oraz w południowej części kraju. Półpasożyt pobierający ssawkami wodę z solami mineralnymi od innych roślin. Gatunek rzadki.

## Morfologia

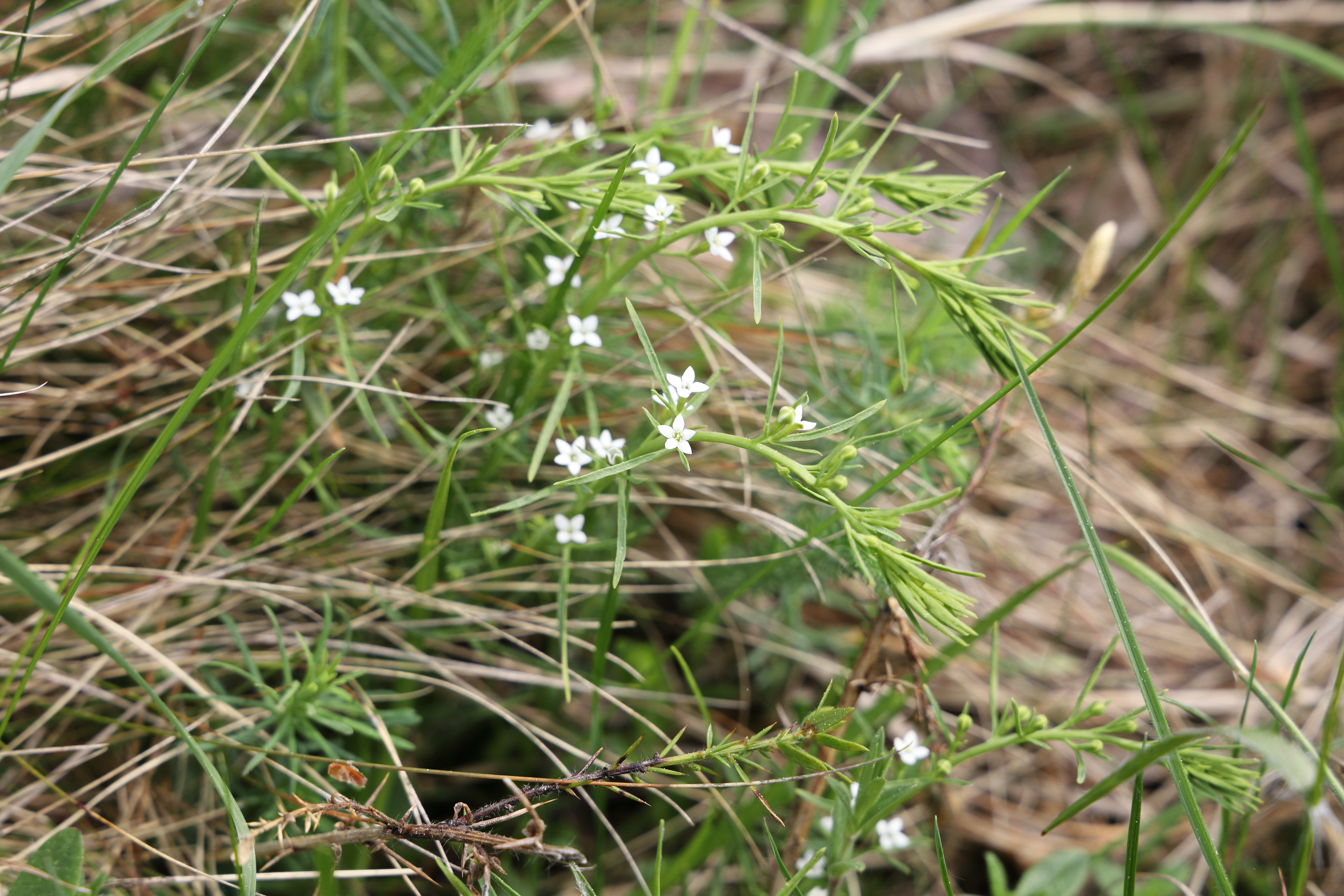
Pokrój

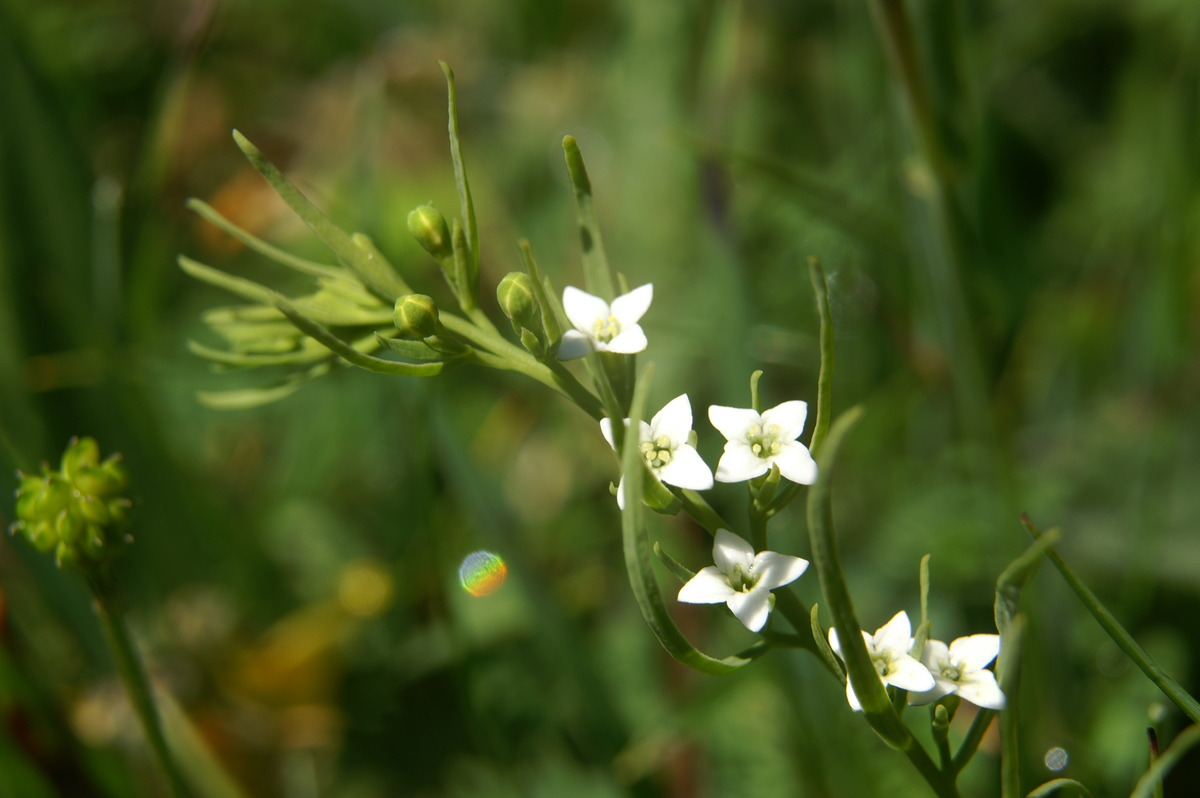
Kwiaty

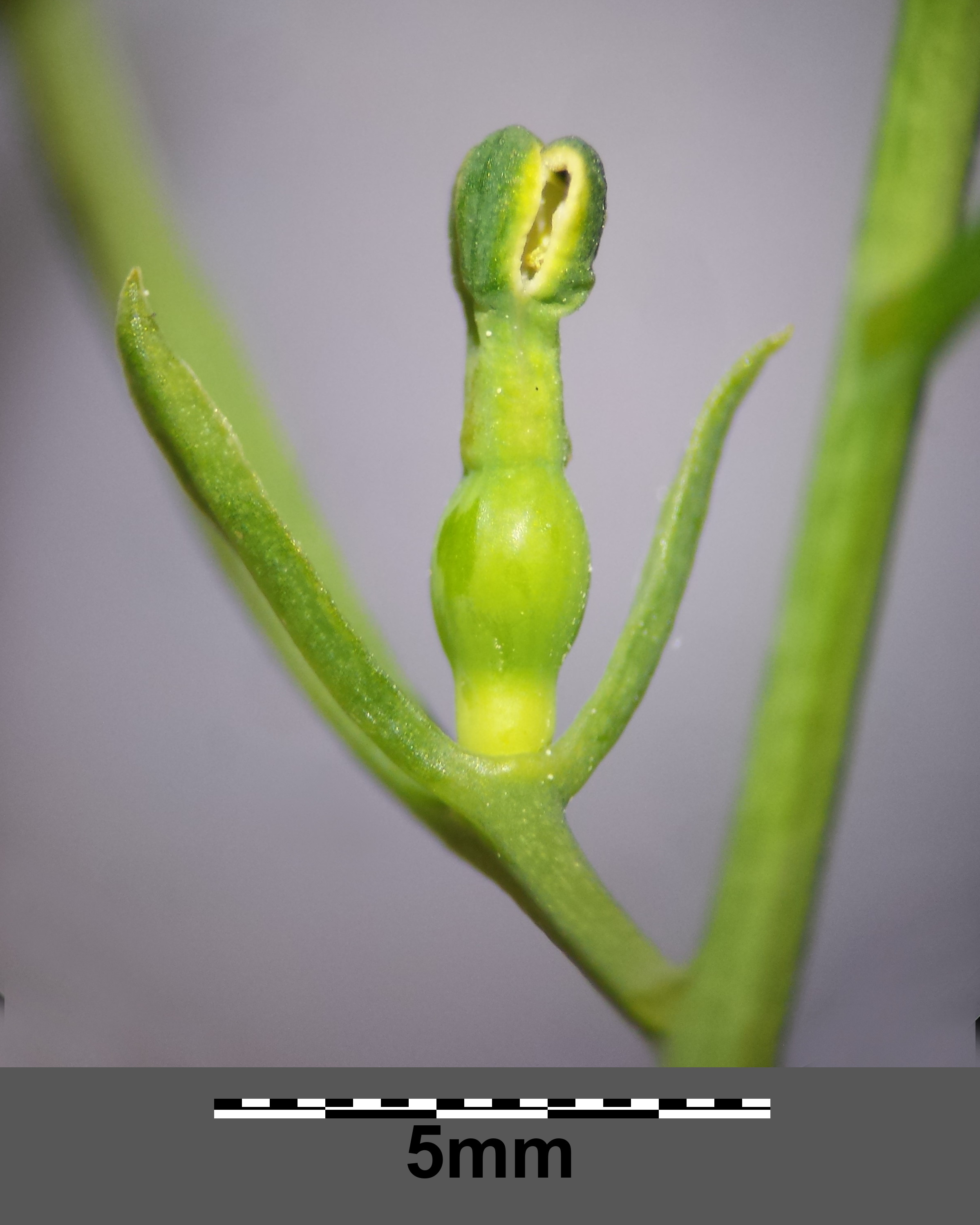
Owoc

ŁodygaNaga i przeważnie krzaczasta, o wysokości do 30 cm. Pod ziemią zdrewniałe kłącze i cienkie rozłogi.
LiścieUlistnienie skrętoległe, liście równowąskie, 1–3-nerwowe, nagie.
KwiatyWyrastają w górnej części łodygi w jednostronnych przeważnie gronach, w kątach kilkakrotnie dłuższych od nich podsadek. Ponadto przy każdym kwiatku występują jeszcze dwa podkwiatki. Kwiaty są białozielonkawe, 4 lub 5-krotne. Ząbki lejkowatego okwiatu po przekwitnięciu zaginają się do środka.
OwocKulisty lub elipsoidalny, podłużnie żeberkowany orzeszek.

## Biologia i ekologia
Bylina, hemikryptofit. Kwitnie od maja do lipca. Siedlisko: murawy naskalne, piargi, hale. Występuje po piętro alpejskie. W klasyfikacji zbiorowisk roślinnych gatunek charakterystyczny dla związku zespołów (All.) Seslerion tatrae i zespołu roślinności (Ass.) Carici sempervirentum-Festucetum.

## Zagrożenia i ochrona
W opracowaniu Czerwona lista roślin i grzybów Polski jest umieszczona w grupie gatunków wymierających, krytycznie zagrożonych (kategoria zagrożenia |E|). Gatunek objęty ścisłą ochroną.